# Micro obtusangulus
Micro obtusangulus is een hooiwagen uit de familie Zalmoxioidae.